# Charles Lucien Lecoq
Charles Lucien Lecoq est un avocat français, né le 8 octobre 1850 à Clermont-Ferrand et mort le 15 mai 1921 à Clermont-Ferrand.

## Biographie
Fils de Annet Arthur Lecoq, avocat, et de Antoinette Lucy Astaix (1824-1879), Charles Lucien Lecoq nait le 8 octobre 1850 au domicile de ses parents situé à Clermont-Ferrand, section ouest, 8 rue du Billard. Par sa mère, fille de Pierre Amable Astaix et de Catherine Agathe Taché, il est l'arrière-petit-fils de Pierre-Antoine Taché et le neveu de Victor Astaix.
Il épouse, le 31 janvier 1881, à Clermont-Ferrand, Anne Marie Valentine Mège (1861-1920), fille de François Balthazard Mège et de Françoise Léonie Margeride, avec laquelle il aura :
- Antoine Francisque Arthur (1881[4]-1914[5]), mort pour la France,
- Victor Marie Charles Amable (1883-1948)[6],

Le mariage est célébré en présence de Pierre Alexis Besse Desmoulins, juge de paix du canton de Saint-Amant-Tallende, âgé de 56 ans, oncle breton de l'épouse, de Claude Jean Ferdinand Mège, avocat à la cour d'appel de Paris, âgé de 33 ans, cousin de l'épouse, de Léger Alexandre Victor Astaix, ancien conseiller général, âgé de 54 ans, son oncle, et de Guillaume François Félix Chaudessolle, avocat, âgé de 42 ans, son beau-frère.
Il décède le 15 mai 1921 en son domicile situé à Clermont-Ferrand, au 8 rue de Latour-d'Auvergne.
Au jour de son décès, il est administrateur honoraire de la caisse d'épargne et de prévoyance de Clermont-Ferrand.

## Carrière juridique
Il est élu membre du conseil de l'ordre des avocats du barreau de Clermont-Ferrand :
- le 23 novembre 1885[8],
- le 17 novembre 1886[9],
- le 18 novembre 1887 et est désigné secrétaire de l'ordre[10],
- le 5 novembre 1888 et délégué au bureau de l'assistance judiciaire[11],
- le 14 novembre 1902 et délégué au bureau de l'assistance judiciaire[12],
- le 3 novembre 1903 et délégué au bureau de l'assistance judiciaire[13],
- le 13 novembre 1906 et délégué au bureau de l'assistance judiciaire[14],
- le 5 novembre 1907 et délégué au bureau de l'assistance judiciaire[15].

Le 14 novembre 1904, il est élu bâtonnier de l'ordre des avocats du barreau de Clermont-Ferrand, succédant à Gilbert Sicard. Il est réélu, le 3 novembre 1905.

## Carrière politique et engagement
Il adhère, en 1880, avec, pour le tribunal de Clermont-Ferrand, Félix Chaudessolle, bâtonnier, Victor Astaix, ancien bâtonnier, Gabriel Lébraly, membre du conseil général et ancien député, Antoine-Maurice Eymard, ancien député, E. Cohadon, Bastide, E. Bellier, Henri Petitjean-Roget, A. Pourcher, J. Bayle, A. Marchebœuf, Madud-Dulac, Maurice Féron et E. Tixier, à la consultation d'Edmond Rousse, avocat à la cour d'appel de Paris, sur la légalité des décrets du 29 mars 1880 portant notamment expulsion des jésuites du territoire français et soumettant l'existence de certaines congrégations à autorisation.
Il est élu, en 1892, maire de Chanat. Il conservera ce mandat jusqu'en 1904.
En janvier 1899, il adhère à la toute jeune Ligue de la patrie française, fondée en réaction à la Ligue des droits de l'homme qui milite pour la reconnaissance de l'innocence d'Alfred Dreyfus.

## Sources
1. ↑  Archives départementales du Puy-de-Dôme - Registre des décès de la ville de Clermont-Ferrand - Année 1879 - Cote 6 E 113 337 - p. 138/289 (https://www.archivesdepartementales.puydedome.fr/ark:/72847/vtac8b3e1c1d7a80b10/daogrp/0/layout:table/idsearch:RECH_86f427792be11212a291354e952da16d#id:1176564794?gallery=true&brightness=100.00&contrast=100.00&center=1275.500,-850.500&zoom=6&rotation=0.000)
2. ↑  Archives départementales du Puy-de-Dôme - Registre des naissances de la ville de Clermont-Ferrand - Année 1850 - Cote 6 E 113/86 - p. 143 et suivante/207 (http://www.archivesdepartementales.puydedome.fr/ark:/72847/vta19991e8efbfa95dd/daogrp/0/layout:table/idsearch:RECH_2fab986f5d21912e51e032bbc12cfabc#id:590628552?gallery=true&brightness=100.00&contrast=100.00&center=2916.509,-2142.132&zoom=9&rotation=0.000&lock=true)
3. 1 2  Archives départementales du Puy-de-Dôme - Registre des mariages de la ville de Clermont-Ferrand - Année 1881 - Cote 6 E 113/321 - p. 23 et suivante/224 (http://www.archivesdepartementales.puydedome.fr/ark:/72847/vta548ccf8b1f00e251/daogrp/0/layout:table/idsearch:RECH_a6c1573c3821278013e869357b04906a#id:1870525775?gallery=true&brightness=100.00&contrast=100.00&center=976.000,-690.000&zoom=6&rotation=0.000)
4. ↑  Archives départementales du Puy-de-Dôme - Registre des naissances de la ville de Clermont-Ferrand - Année 1881 - Cote 6 E 113/303 - p. 172/229 (http://www.archivesdepartementales.puydedome.fr/ark:/72847/vta392c51f7fd3adffc/daogrp/0/layout:table/idsearch:RECH_01f2b029c87a7731b6371bfd72ffd4c4#id:1681108228?gallery=true&brightness=100.00&contrast=100.00&center=756.904,-1435.182&zoom=9&rotation=0.000)
5. ↑  Mémoire des hommes (http://www.memoiredeshommes.sga.defense.gouv.fr/fr/arkotheque/visionneuse/visionneuse.php?arko=YToxMDp7czoxMDoidHlwZV9mb25kcyI7czoxMzoic3BlY2lmX2NsaWVudCI7czoxMDoic3BlY2lmX2ZjdCI7czoyMzoiQXJrTURIVmlzaW9ubmV1c2VJbWFnZXMiO3M6MTg6InNwZWNpZl9uYXZfcGFyX2xvdCI7czoyMjoiQXJrTURITmF2aWdhdGlvblBhckxvdCI7czoxMzoibWRoX2ZvbmRzX2NsZSI7aToxO3M6NDoicmVmMiI7czo2OiI3NjE2ODQiO3M6MTI6ImlkX2Fya19maWNoZSI7czo2OiI3NjE2ODQiO3M6OToicHlyYW1pZGFsIjtiOjA7czoxMjoiaW1hZ2VfZGVwYXJ0IjtpOjA7czoxNjoidmlzaW9ubmV1c2VfaHRtbCI7YjoxO3M6MjE6InZpc2lvbm5ldXNlX2h0bWxfbW9kZSI7czo0OiJwcm9kIjt9#uielem_move=729.4000244140625%2C73&uielem_islocked=0&uielem_zoom=30&uielem_brightness=0&uielem_contrast=0&uielem_isinverted=0&uielem_rotate=F)
6. ↑  Archives départementales du Puy-de-Dôme - Registre des naissances de la ville de Clermont-Ferrand - Année 1883 - Cote 6 E 113/305 - p. 111/219 (http://www.archivesdepartementales.puydedome.fr/ark:/72847/vta73bc7ab185348794/daogrp/0/layout:table/idsearch:RECH_d6a20e81ead182037fe1acb7f289ef25#id:1138015045?gallery=true&brightness=100.00&contrast=100.00&center=1296.000,-936.000&zoom=6&rotation=0.000)
7. ↑  « Avis d'obsèques », Le Moniteur du Puy-de-Dôme,‎ 16 mai 1921, p. 3 (lire en ligne)
8. ↑  « Chronique locale », Le Moniteur du Puy-de-Dôme,‎ 29 novembre 1885, p. 2 (lire en ligne)
9. ↑  « Chronique locale - Barreau de Clermont », Le Moniteur du Puy-de-Dôme,‎ 17 novembre 1886, p. 2 (lire en ligne)
10. ↑  « Chronique locale - Barreau de Clermont », Le Moniteur du Puy-de-Dôme,‎ 21 novembre 1887, p. 2 (lire en ligne)
11. ↑  « Chronique locale - Ordre des avocats de Clermont », Le Moniteur du Puy-de-Dôme,‎ 8 novembre 1888, p. 1 (lire en ligne)
12. ↑  « Barreau de Clermont », Le Moniteur du Puy-de-Dôme,‎ 15 novembre 1902, p. 2 (lire en ligne)
13. ↑  « Chronique locale - Conseil de l'ordre des avocats », Le Moniteur du Puy-de-Dôme,‎ 4 novembre 1903, p. 2 (lire en ligne)
14. ↑  « Ordre des Avocats », Le Moniteur du Puy-de-Dôme,‎ 14 novembre 1906, p. 2 (lire en ligne)
15. ↑  « Chronique locale - Le conseil de l'ordre des avocats », Le Moniteur du Puy-de-Dôme,‎ 6 novembre 1907, p. 2 (lire en ligne)
16. ↑  « Ordre des Avocats de Clermont », Le Moniteur du Puy-de-Dôme,‎ 15 novembre 1904, p. 2 (lire en ligne)
17. ↑  « Chronique locale - Ordre des avocats de Clermont », Le Moniteur du Puy-de-Dôme,‎ 9 novembre 1905, p. 2 (lire en ligne)
18. ↑  « Adhésions à la consultation de Me Rousse », Le Moniteur universel,‎ 2 juillet 1880, p. 3 (lire en ligne)
19. ↑  « La Ligue de la Patrie française - Deuxième liste - Magistrature et barreau », Le Gaulois,‎ 8 janvier 1899, p. 2 (lire en ligne)